# بعد منتصف الخوف (مسلسل)
بعد منتصف الخوف مسلسل كويتي، إنتاج 2008، وهو من تأليف سعد الدهش وإخراج غافل فاضل.

## بطولة
- إبراهيم الحربي
- يعقوب عبد الله
- عبد الإمام عبد الله
- ليلى السلمان
- سعود الشويعي
- صمود
- سمية الخنة
- فارس عاشور
- فرح هادي
- سوزان فارس
- هدى إبراهيم
- عبد العزيز الفهد
- ماغي مطران
- أحمد العامر (ضيف شرف)
- حسين البدر (ضيف شرف)
- أحمد الضرمان (ضيف شرف)
- أحمد السلمان
- لمياء طارق
- أحمد عبد الله